# Union Mons-Hainaut in het seizoen 2023/24
Het seizoen 2023/2024 was het 65e jaar in het bestaan van basketbalclub Union Mons-Hainaut.

## Verloop
De club kwam uit in de BNXT League. Maar twee spelers van een seizoen eerder bleven bij de club dit waren Zaccharie Mortant en Maxime Depuydt. De Belgische nieuwkomers waren Leander Dedroog, Kevin Stilmant en Louis Baertsoen.
Bergen werd tiende in de nationale competitie en tweede in de daaropvolgende Elite Silver. Ze verloren in de kwartfinales van de nationale play-offs van Antwerp Giants. In de Belgische beker verloren ze van de Leuven Bears in de achtste finales.

## Ploeg
Antwerp Giants ·
BAL ·
Union Mons-Hainaut ·
Den Helder Suns ·
Donar ·
Feyenoord ·
Heroes Den Bosch ·
Kangoeroes Basket Mechelen ·
Kortrijk Spurs ·
Landstede Hammers ·
Leuven Bears ·
Liège Basket ·
Limburg United ·
LWD Basket ·
Okapi Aalst ·
Oostende ·
Brussels Basketball ·
Spirou Charleroi ·
Yoast United ·
ZZ Leiden